# Godičevo
Godičevo este o localitate din comuna Bloke, Slovenia.